# Ernst Johannsen
Pour les articles homonymes, voir Johannsen.
Ernst Johannsen (né le 28 mai 1898 à Altona, mort le 1er novembre 1977 à Hambourg) est un écrivain allemand.

## Biographie
Ernst Johannsen est le fils d'un ouvrier de voilerie de la Kaiserliche Marine. Grâce à son père, il apprend la marine, des connaissances détaillées que l'on retrouvera dans ses œuvres des années 1930. Il suit une formation d'électricien. En 1916, il est enrôlé dans le service militaire et vient début 1917 à Verdun en tant qu'opérateur radio. Il retourne à Hambourg en 1919 et exerce son métier dans un chantier naval. Il travaille ensuite à Wurtzbourg comme monteur et commence à écrire. À l'occasion de la mort d'un de ses deux sœurs, il revient à Hambourg en 1928 et se consacre exclusivement à l'écriture. Il se fait connaître en racontant son expérience de la guerre dans le roman Quatre de l'infanterie et la pièce radiophonique Allo !... Ici central de brigade.
Dans les années 1930, il continue d'écrire, mais sa situation économique se détériore. En 1938, il émigre en Angleterre avec sa compagne d'origine juive et leur fils. Ils se marient l'année suivante et restent à Londres jusqu'en 1957. La première collaboration avec la BBC prend fin en 1941 après des différends personnels et artistiques. De 1942 à 1957, il travaille comme électricien dans l'usine "Victory Engineers Limited". En 1957, il revient à Hambourg avec sa femme et deux de leurs enfants. Il reprend contact avec Hans Henny Jahnn. Mais il ne retrouve pas le succès et meurt solitaire et aigri en 1977.

## Œuvre
L'expérience de la Première Guerre mondiale influence largement la pensée et l'écriture de Johannsen. Dans le roman Quatre de l'infanterie, son œuvre la plus connue, quatre fantassins remettent en question dans des entretiens approfondis le sens de la guerre, ils meurent tous à la fin. Mais le livre devient moins connu par le succès plus grand de À l'Ouest, rien de nouveau d'Erich Maria Remarque. Il fait cependant l'objet d'une adaptation au cinéma par le réalisateur Georg Wilhelm Pabst.
La pièce radiophonique Allo !... Ici central de brigade est la plus connue de la République de Weimar et lui vaut une réputation internationale. Diffusée pour la première fois le 17 octobre 1929 à Munich, elle fait l'objet de 50 productions dans onze pays. Johannsen illustre l'importance du téléphone dans la guerre et l'utilise comme médium dans une forme dramatique.
Parmi ses œuvres en prose, on retient Cheval de guerre, publié en 1929, où il dépeint le sort des millions de ces animaux morts pendant la guerre, ainsi que le récit Die Kreuz-Apotheke (1932), dans lequel il dénonce les conditions injustes du système de santé allemand.

### Romans et récits
- Vier von der Infanterie. Ihre letzten Tage an der Westfront 1918 Fackelreiter-Verlag, Hamburg-Bergedorf 1929. Réédition : MEDIA Net Edition, Kassel 2014,  (ISBN 978-3-939988-23-6).
- Fronterinnerungen eines Pferdes. Fackelreiter-Verlag, Hamburg-Bergedorf 1929.
- Station 3. Ein Kommandeur, sechs Mann und vier Maschinen. Wegweiser-Verlag, Berlin 1931.
- Die Kreuz-Apotheke. In: Wieland Herzfelde (Hg.): Dreißig Neue Erzähler des Neuen Deutschland. Junge Deutsche Prosa. Berlin 1932, S. 11-30. Réédition : Günter Heintz: Texte der proletarisch-revolutionären Literatur Deutschlands 1919–1933, Reclam-Verlag, Stuttgart 1974, S. 128-134.  (ISBN 3-15-009707-X).
- Sechs auf einer Insel. Hesse & Becker-Verlag, Leipzig 1934.
- Sturm über Santa Rock. Hesse & Becker-Verlag,Leipzig 1937.

### Pièces radiophoniques
- Brigadevermittlung. 1929.
- Der Komet. 1929.
- Wunder ohnegleichen. 1939.
- Die Drehorgeln. 1949.
- Antonio will nicht gerettet werden. 1966.
- Tod im Warenhaus. 1970.

### Publications en français
- Quatre de l'infanterie. Front Ouest, 1918, traduction de Vier von der Infanterie. Ihre letzten Tage an der Westfront 1918 par Emile Storz et Victor Meric, éditions de l'Épi, 1929.
- Cheval de guerre, traduction de Fronterinnerungen eines Pferdes par A. M. Cabrini et Victor Méric, Paris-Édition, 1930.
- Allo !... Ici central de brigade, traduction de Brigadevermittlung par Emile Storz, éditions Vita, 1931.
- Station 3, traduction par Robert Lorette, Flammarion, 1933.

## Source de la traduction
- (de) Cet article est partiellement ou en totalité issu de l’article de Wikipédia en allemand intitulé « Ernst Johannsen » (voir la liste des auteurs).